# Croes-goch
Croes-goch är en ort i Storbritannien.   Den ligger i kommunen Pembrokeshire och riksdelen Wales, i den sydvästra delen av landet, 300 km väster om huvudstaden London. Croes-goch ligger 105 meter över havet och antalet invånare är 400.
Terrängen runt Croes-goch är platt. Havet är nära Croes-goch åt nordväst.  Närmaste större samhälle är Haverfordwest, 19,2 km sydost om Croes-goch. Trakten runt Croes-goch består i huvudsak av gräsmarker.